# Bochum-Südwest
Der Stadtbezirk Bochum-Südwest ist einer von sechs Stadtbezirken der Stadt Bochum. Zu ihm zählen die Stadtteile Weitmar-Mitte (mit Bärendorf), Weitmar-Mark (mit Sundern), Linden, Dahlhausen (mit Oberdahlhausen). Auf einer Fläche von 19,50 km² leben 54.692 Einwohner (Stand 31. Dezember 2015); der Ausländeranteil betrug 6,9 Prozent.